# Świesielice
Świesielice (prononciation : [ɕfjɛɕɛˈlit͡sɛ]) est un village polonais de la gmina de Ciepielów dans le powiat de Lipsko de la voïvodie de Mazovie dans le centre-est de la Pologne.
Il se situe à environ 4 kilomètres au sud-est de Ciepielów (siège de la gmina), 9 kilomètres au nord de Lipsko (siège du powiat) et à 118 km au sud de Varsovie (capitale de la Pologne).

## Histoire
De 1975 à 1998, le village appartenait administrativement à la voïvodie de Radom.